# John Trengove
John Trengove est un réalisateur, scénariste et producteur sud-africain, né le 21 mars 1978 à Johannesbourg.
Il se fait connaître grâce à sa création de la mini-série Hopeville (2010), et à son long métrage Les Initiés (2017).

## Biographie

### Jeunesse
John Trengove naît le 21 mars 1978, à Johannesbourg. Il y grandit, avant de vivre au Cap, ainsi qu'à New York. C'est à New York qu'il a reçu sa maîtrise en réalisation à l'université de New York.

### Carrière
Même si John Trengove s'est fait connaître récemment avec du cinéma expérimental pour son premier film Les Initiés (2017), il a d'abord travaillé pour des champs variés tels que le théâtre, la télévision, le documentaire et la publicité. Il a reçu des récompenses pour sa minisérie Hopeville (2009) tels que le swiss rose d'or de la meilleure fiction et une nomination aux Emmy Awards dans la catégorie Miniséries. Son dernier long métrage The wound (Les Initiés), explore les rites traditionnels de circoncision des hommes dans le cap oriental en Afrique du Sud. En outre, ce film fut présent à la Berlinale 2017 dans la section panorama où il a fait l'objet de l'ouverture. Ce film a fait l'objet d'autres compétitions tels que le festival international des scénaristes de Valence ou le festival Sundance dans la catégorie drame en 2017.
En 2017, il annule sa participation au Festival du film LGBT de Tel-Aviv, où Les Initiés devait être le film d'ouverture, dans le cadre de la campagne de boycott culturel d'Israël.

## Analyse de l’œuvre
Les Initiés est une œuvre prise dans les interrogations entre les traditions et la modernité. En effet, le réalisateur interroge les rites de passage qui font de l'adolescent un homme dans la société sud africaine, peuplée de différentes ethnies et cultures. Il aborde le sujet de l'homosexualité qui, comme il le dit lors de cette interview, est autorisée en Afrique du Sud puisque la législation y est assez libérale ; mais la réalité est bien différente.
Le scénario traite de la réception de l'homosexualité dans une certaine ethnie sud africaine, que l'on pourrait qualifier de patriarcale, qui maintient son influence au travers de rites opérant la circoncision qui permet à cette ethnie de perpétuer son influence. Ainsi l'on voit que lorsqu'on s'intéresse aux populations les plus démunies économiquement ou les plus traditionnelles, une certaine tension s'opère entre passé et présent à cause d'un retour à des valeurs passées afin de résister à la modernité. Ainsi, l'homophobie est toujours apparente dans ces espaces.[réf. nécessaire]

## Filmographie

### En tant que réalisateur

#### Cinéma

##### Longs métrages
- 2017 : Les Initiés (Inxeba)

Prochainement
- 2023 : Manodrome

##### Courts métrages
- 2007 : Public Enema (documentaire)
- 2009 : Say Hi to Bangkok
- 2011 : Disco 3000
- 2014 : iBhokhwe

#### Télévision

##### Séries télévisées
- 2006 : Hard Copy (3 épisodes)
- 2006-2008 : The Lab (8 épisodes)
- 2007-2008 : Bay of Plenty (12 épisodes)
- 2010 : Hopeville
- 2010 : A Country Imagined (documentaire)
- 2010 : Intersexions (saison 1, épisode 1)
- 2012 : Shuga (2 épisodes)
- 2014 : Swartwater

### En tant que scénariste

#### Cinéma

##### Longs métrages
- 2017 : Les initiés (Inxeba) de lui-même

Prochainement
- 2022 : Manodrome de lui-même

##### Courts métrages
- 2009 : Say Hi to Bangkok de lui-même
- 2011 : Disco 3000 de lui-même
- 2014 : iBhokhwe de lui-même

#### Télévision

##### Séries télévisées
- 2006-2008 : The Lab (8 épisodes)
- 2010 : Hopeville

### En tant que producteur

#### Cinéma

##### Longs métrages
- 2015 : Necktie Youth de Sibs Shongwe-La Mer
- 2016 : Le Train de sel et de sucre (Comboio de Sal e Açúcar) de Licínio Azevedo

##### Courts métrages
- 2004 : Payday de Natacha Feola
- 2007 : Public Enema de lui-même (documentaire)
- 2011 : Disco 3000 de lui-même
- 2012 : Memoirs of a Killarney Houseboy de Nadine Hutton
- 2015 : Leemte de Louw Venter